# Federico Baistrocchi
Federico Baistrocchi (Napoli, 9 giugno 1871 – Roma, 31 maggio 1947) è stato un generale e politico italiano.
Sottosegretario alla guerra, fu senatore del Regno d'Italia nella XXX legislatura.

## Biografia
Federico nacque a Napoli dove il padre Achille Baistrocchi, Generale dei Bersaglieri sposò Elvira Santamaria Nicolini, una discendente di una nota famiglia di giureconsulti locali.
Studiò al Collegio militare della Nunziatella di Napoli e passò successivamente alla Regia Accademia Militare di Artiglieria e Genio di Torino, dove nel 1889 uscirà con il grado di sottotenente di artiglieria; nel 1896 combatté nell'ultima fase della guerra italo-abissina mentre nel 1912 partecipò alla guerra italo-turca dove fu promosso maggiore ed ottiene per meriti di guerra la Croce di Cavaliere dell'Ordine militare di Savoia.
Con la signora Elvira Nicolini ha due figli, Umberto Baistrocchi e Adriana Baistrocchi.

### Prima guerra mondiale
Nella prima guerra mondiale prestò servizio in Albania al comando di un raggruppamento d'artiglieria fino al 1916. Rientrato in Italia col grado di tenente colonnello, operò in Vallarsa e sul Pasubio, dove incaricò il matematico Mauro Picone di redigere nuove tavole di tiro per le artiglierie pesanti in montagna. Successivamente fu assegnato al fronte dell'Isonzo: durante la ritirata di Caporetto i suoi artiglieri si distinsero perché trasportarono i loro pezzi, quaranta batterie circa, dalla Bainsizza fino al fiume Tagliamento ma che dovettero abbandonare ai ponti perché fatti saltare in precedenza. Nel corso della battaglia di Vittorio Veneto con il grado di Brigadier generale era comandante dell'artiglieria della 7ª Armata delle Giudicarie.
Alla fine del conflitto, dove era stato decorato con tre Medaglie d'argento al valore militare, fu inviato in Libia per tutto il 1919.

### Nel fascismo
Nell'ottobre 1922, in prossimità della marcia su Roma, assicurò a Mussolini che la piazza di Napoli, del quale era comandante, non sarebbe intervenuta contro di lui durante l'adunata fascista nella città partenopea. Nel 1924 venne eletto alla Camera dei deputati nella XXVII legislatura per il PNF (primo eletto) in Campania, e confermato nel 1929 nella XXVIII legislatura e nel 1934 nella XXIX. Nel 1926 fu promosso generale di divisione e quando nel 1931 divenne generale di corpo d'armata, fu inviato a Verona per assumere il comando del Corpo d'armata ivi stanziato.

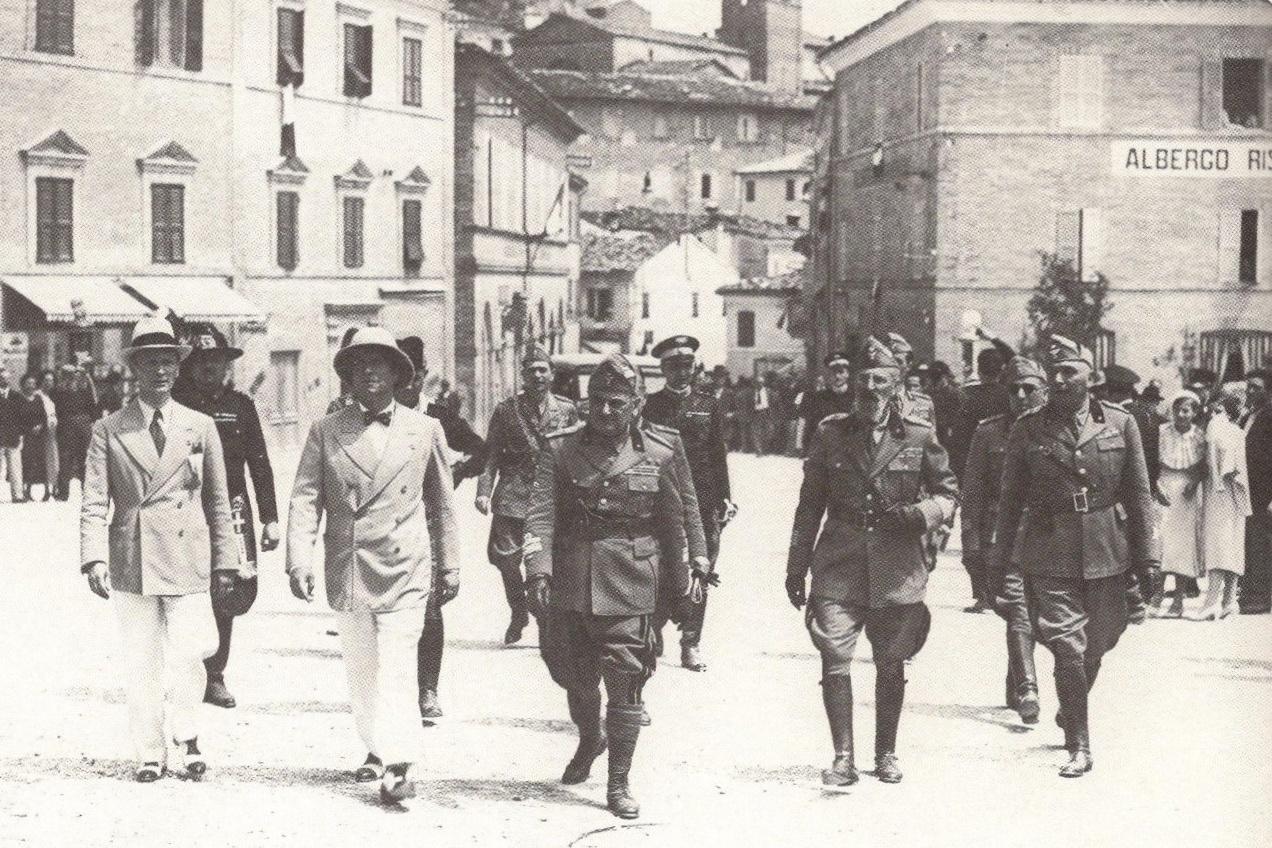
Il generale Baistrocchi, il prefetto Olivieri ed altre autorità visitano il 157º Reggimento fanteria "Liguria" a Sarnano, 22 luglio 1934

Nel luglio 1933 Mussolini assunse anche il Ministero della Guerra, e Baistrocchi assunse l'incarico di Sottosegretario di Stato, con l'obiettivo di iniziare un "programma di ammodernamento delle Forze armate" che prevedeva: l'istituzione del premilitare e postmilitare, ammodernamento e meccanizzazione, la creazione delle divisioni celeri e dei reparti autotrasportati, l'ammodernamento delle artiglierie e delle armi individuali.
Tuttavia questo programma, forse troppo ambizioso, fu attuato solo in parte. Il 14 novembre 1933 emanò la cosiddetta "Riforma Baistrocchi", su uniformi, gradi ed equipaggiamento del Regio Esercito, della Milizia e dei Reali Carabinieri. Durante la guerra d'Etiopia favorì la costituzione di divisioni di camicie nere, comandate però da ufficiali dell'esercito. Ricoprì l'incarico di Sottosegretario di stato fino all'ottobre 1936.
Già Segretario dell'Ordine militare di Savoia, fu anche Capo di Stato Maggiore del Regio Esercito dal 1º ottobre 1934 al 7 ottobre 1936. Il 23 maggio 1936 raggiunse il grado di generale d'armata. Il 7 ottobre 1937 gli fu concesso con Regio Decreto il titolo di "Conte".
Il 25 marzo 1939 fu nominato senatore del Regno d'Italia. Nel 1944 fu collocato in riserva per raggiunti limiti d'età. Il 18 aprile 1945 fu arrestato con l'accusa di fascistizzazione dell'esercito per l'inserimento della Milizia Fascista: processato al tribunale militare di Roma, fu assolto con formula piena nel settembre 1946. Morì il 31 maggio dell'anno successivo.